# Скляновський-Гордієнко Іван
Іва́н Ка́рпович Скляно́вський-Гордіє́нко (псевдо: «Чорногора») (1918, с. Карапиші, Київська губернія, Російська імперія) — 21 серпня 1949, с. Тулуків, Снятинський район, Івано-Франківська область) — командир куреня «Гайдамаки».

## Життєпис
Народився 1918 року на Київщині в с. Карапиші на Київщині. Осиротів у 5 років, коли чекісти розстріляли батька — вояка армії УНР. Виріс в інтернаті, закінчив військове училище. 1941 року у званні старшого лейтенанта присланий на Буковину. Незабаром покинув військову частину і перейшов у підпілля ОУН. 
Навесні 1944 року організував і очолив сотню УПА, яка діяла в горах у Чернівецькій і Станіславській областях. Переведений до штабу ВО-4 «Говерла». У жовтні 1945 року після смерті Гаха Дмитра - «Скуби» призначений командиром куреня «Гайдамаки» 21 ТВ «Гуцульщина». Після розформування куренів переведений до територіальної мережі ОУН. Перед загибеллю був референтом Городенківського надрайонного проводу ОУН.
Загинув через добу після арешту — 21 серпня 1949 року в с. Тулуків (тепер — Снятинський район, Івано-Франківська область).